# Söyembikä
Söyembikä (en tatar : Сөембикә), née en 1516 et morte après 1554 à Moscou, fut régente de Kazan.

## Règne
Fille du bey de la Horde Nogaï Yousouf, elle épouse successivement les khans tatars Jan-Ali (1533—1535), Safâ Giray et Chah-Ali. Elle gouverna le khanat de Kazan de 1549 à 1551 au nom de son fils, Ütämeşgäräy (i.e: Utemish Giray) héritier du trône encore nourrisson.  
En 1551 elle fut avec son fils livrée aux Moscovites par la population de la ville. Un an et demi plus tard, elle fut mariée de force au Khan de Qasim Chah-Ali, et vécut dans cette ville jusqu'à la fin de ses jours.